# Tiefenwirkung

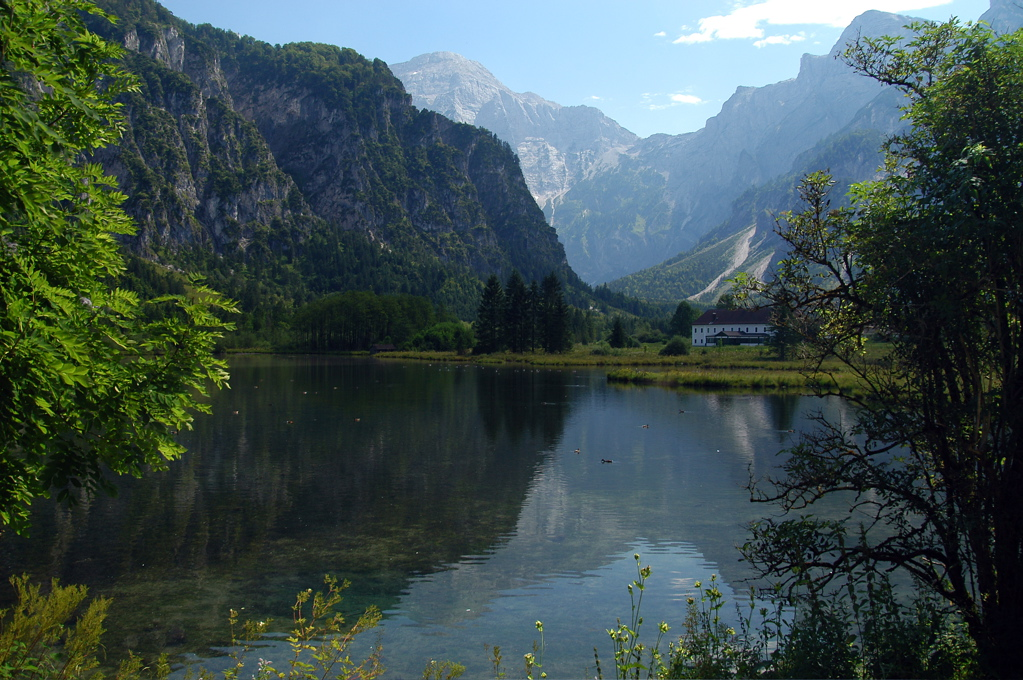
Tiefenwirkung:
Man beachte, dass der Bildschirm flach ist!

Als Tiefenwirkung wird in Malerei, Fotografie und anderen darstellenden Künsten die Erscheinung von räumlicher Wirkung beim Betrachten einer Fläche bezeichnet.

## Grundlagen
Ein 2-dimensionales Bild erscheint, als ob eine zusätzliche Dimension vorhanden wäre. Neben Höhe und Breite kommt scheinbar als 3. Dimension die Tiefe hinzu. Diese Wirkung tritt durch den Einfluss von Licht, Farbe, Linienanordnung auf. Die Tiefenwirkung eines Bildes beruht also auf einer optischen Täuschung.

## Methoden
Wichtigste Methode zur Herstellung von Tiefenwirkung in Abbildern ist die Perspektive. In erster Linie ist das die geometrische Perspektive, die die Gesetze, die einer Abbildung auf das Auge als „technisches Gerät“ zugrunde liegen, nachvollzieht. Raumperspektive beruht auf der Verkürzung von Linien.
Daneben verwenden künstlerische Abbildungen aber auch Perspektiven, die auf Kontrasten in der Malfläche bestehen, etwa die Farbperspektive und die Luftperspektive. In der künstlerischen Darstellung verstärken außerdem große und quer laufende Elemente im Bildvordergrund die räumliche Tiefenwirkung.
Eine weitere Methode ist die Schattenwirkung über Hell-Dunkel oder Warm-Kalt-Kontraste, die seit der Antike bekannt ist, und von zahlreichen Malern der Geschichte meisterlich eingesetzt wurde. Sie lässt sich auch in der modernen Bildbearbeitung einsetzen, um Tiefenwirkung am Bildschirm zu erzeugen (Shading).
Seit der Erfindung der Fotografie ist eine weitere Methode dazugekommen, die in der klassischen Malerei so nur ansatzweise verwendet wurde, das ist die Tiefenwirkung über Unschärfe:
- die Schärfentiefe, die die Ferneinstellung (Akkommodation) des Auges nachahmt und sich aus Abbildungsproblematiken ergibt
- die Weichzeichnung als künstlerischer Effekt, der die Tiefenwirkung auf einem mehr psychologischen Aspekt von Ferne, bis hin zur Verklärung einsetzt

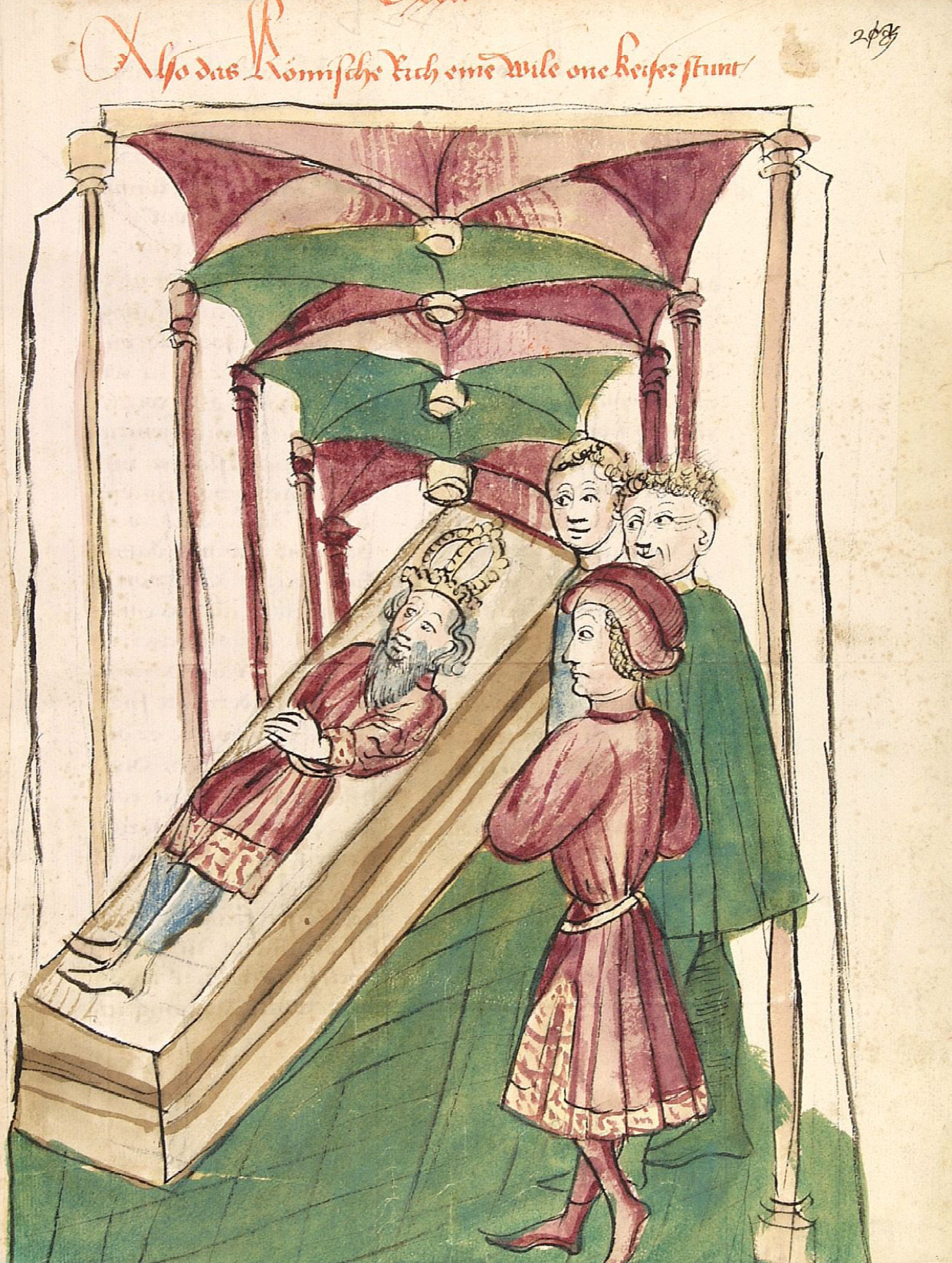
Früher Versuch einer Raumperspektive: Werkstatt des Diebold Lauber, um 1450
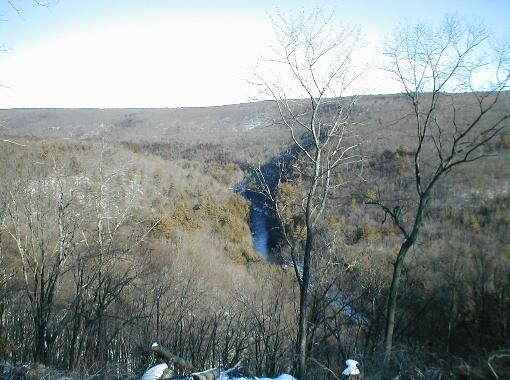
Luft- und Farbperspektive: Hügellandschaft in Dunst
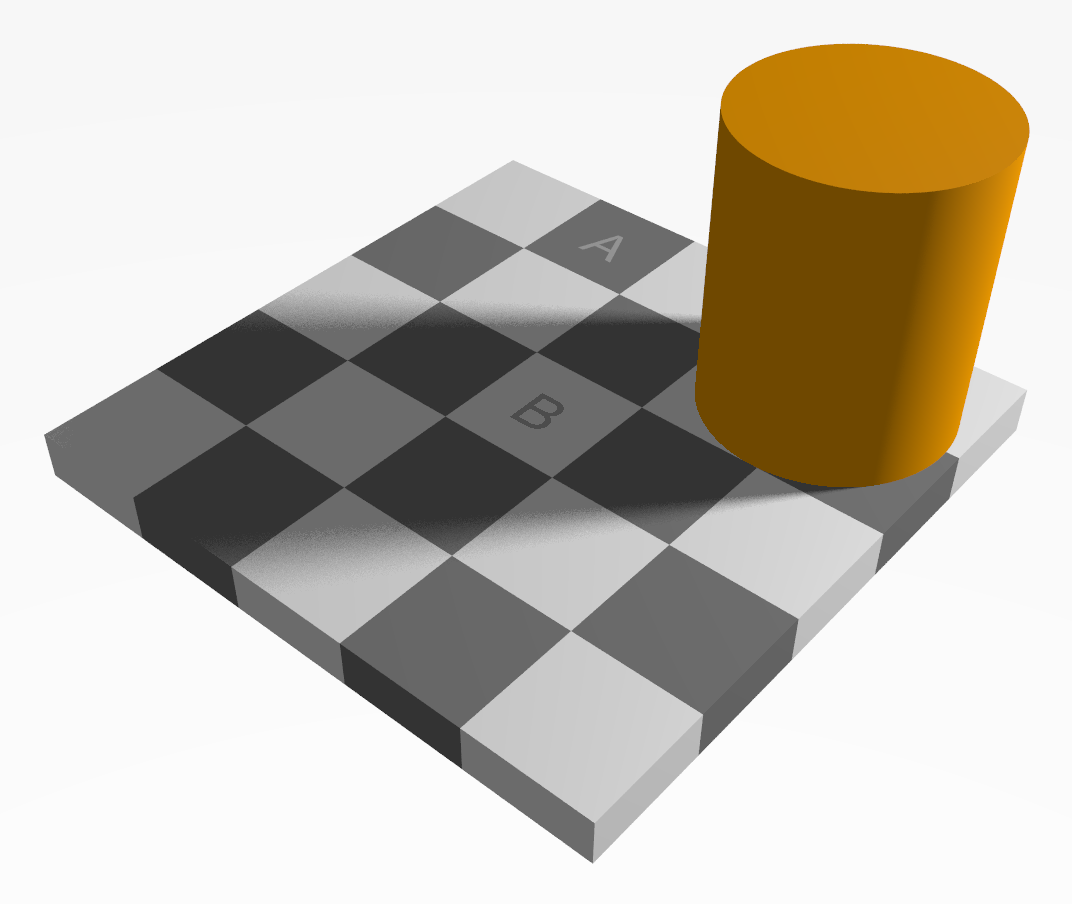
Schattenwirkung: Shading mit POV-Ray
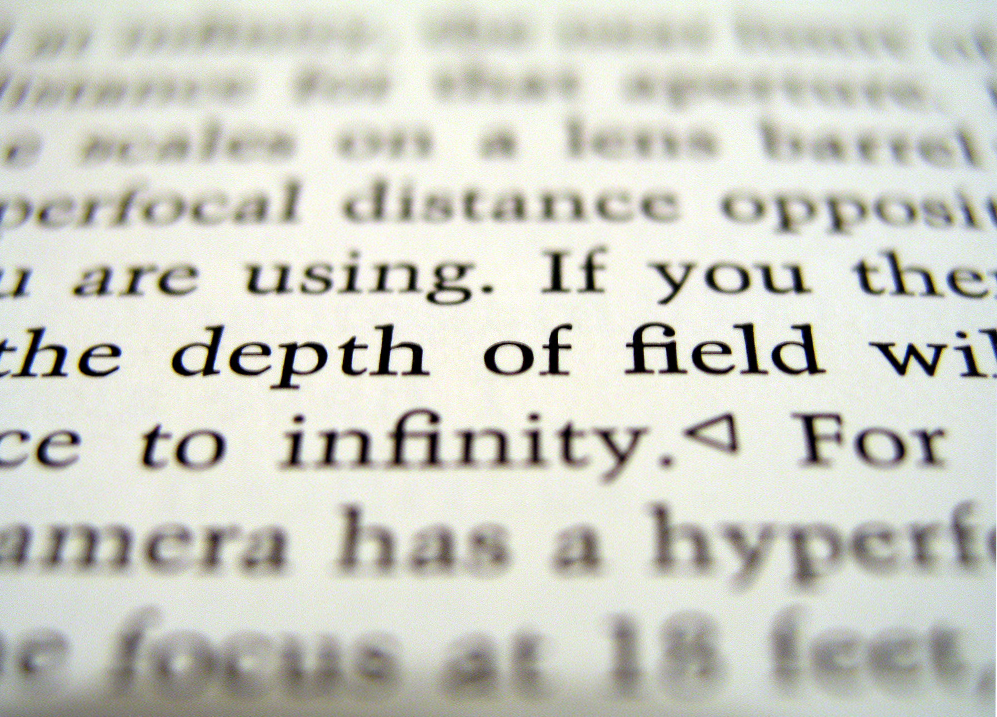
Schärfentiefe: Die Tiefenwirkung eng begrenzter Schärfentiefe ist enorm
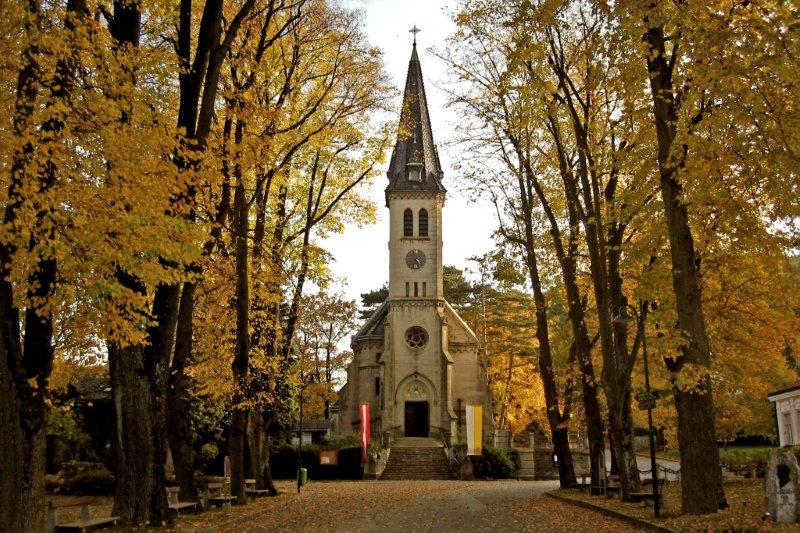
Räumliche Tiefenwirkung als städtebauliches Gestaltungsmittel, mittels Sichtachse und Point de vue; Lindenallee, Weissenbach an der Triesting